# Campo dei miracoli
Il campo dei miracoli è un luogo inventato dal Gatto e dalla Volpe nel romanzo Le Avventure di Pinocchio di Carlo Collodi.

## Ruolo nella storia
Nel Capitolo XII, dopo aver ricevuto cinque monete d'oro dal burattinaio Mangiafoco, Pinocchio si incammina verso casa per donarle a Geppetto. Lungo il tragitto incontra il Gatto e la Volpe che, attratti dal luccichio delle monete, ordiscono un inganno. Raccontano a Pinocchio del Campo dei Miracoli, un luogo situato ad Acchiappa-citrulli, nel paese dei Barbagianni, dove, piantando delle monete, è possibile far crescere un albero carico d'oro. Inizialmente restio (ricordatosi anche delle parole del Grillo Parlante), Pinocchio si lascia convincere dai calcoli astuti della Volpe e accetta di seguirli. 
Nel capitolo successivo, i tre si fermano a mangiare all'Osteria del Gambero Rosso. La Volpe chiede all'oste delle stanze per la notte. Pinocchio, addormentatosi, sogna di raccogliere monete d'oro da un albero, ma viene svegliato a mezzanotte e scopre che il Gatto e la Volpe si sono allontanati con la scusa di un'improvvisa malattia del fratello del Gatto. Pinocchio paga il conto con una moneta e si mette alla ricerca del Campo dei Miracoli. Mentre cammina nel buoio del bosco, Pinocchio incontra il fantasma del Grillo Parlante, che lo mette in guardia sui pericoli che corre e gli ordina di tornare a casa dal babbo disperato, ma il burattino lo ignora e continua per la sua strada.
L'ingenuo burattino si ritrova così poco dopo attaccato da due assassini incappucciati con sacchi neri (in realtà il Gatto e la Volpe travestiti) che tentano di rubargli le monete, finendo impiccato alla Grande Quercia.
Soccorso la mattina seguente dalla bambina dai capelli turchini, Pinocchio, mentre si dirige da Geppetto, incontra nuovamente i due imbroglioni. La Volpe lo invita a seguirli per concludere l'affare, ma Pinocchio propone di rimandare per andare da Geppetto. La Volpe, astutamente, gli rivela che un "galantuomo" è interessato all'acquisto del Campo, e Pinocchio, ancora una volta, si lascia tentare e convincere.
Arrivati ad Acchiappa-citrulli, l'autore descrive la città come popolata da animali antropomorfi in miseria: «cani spelacchiati, che sbadigliavano dall’appetito, di pecore tosate, che tremavano dal freddo, di galline rimaste senza cresta e senza bargigli, che chiedevano l’elemosina d’un chicco di granturco, di grosse farfalle che non potevano più volare, perché avevano venduto le loro bellissime ali colorite, di pavoni tutti scodati, che si vergognavano a farsi vedere, e di fagiani che zampettavano cheti cheti, rimpiangendo le loro scintillanti penne d’oro e d’argento, oramai perdute per sempre.»
Giunti in un campo qualsiasi, Pinocchio pianta e annaffia le monete seguendo le istruzioni, ringraziando sinceramente il Gatto e la Volpe. Come gli era stato detto dalla Volpe, scende in città per mezz'ora ad aspettare la crescita dell'albero.
Tornato sul posto, fantasticando su tutte le ricchezze che avrebbe avuto, Pinocchio nota che nulla è spuntato. Inizialmente incredulo, vede un grosso pappagallo posato su un ramo che ride. Alle sue domande nervose, l'uccello rivela che, mentre era via, il Gatto e la Volpe avevano dissotterrato e rubato le monete, fuggendo via di scatto.
Pinocchio, dopo aver scavato un'enorme buca e convintosi dell'inganno, corre disperato al carcere di Acchiappa-citrulli a chiedere giustizia. Un giudice-gorilla lo ascolta ma, con grande stupore del protagonista, chiama i suoi due cani mastichini e ordina che sia Pinocchio ad essere messo in prigione.
Dopo quattro mesi di detenzione, Pinocchio esce di prigione grazie a un'amnistia. 
Verso la fine della storia, Pinocchio ritrova il Gatto e la Volpe, ormai vecchi e poveri. Alle loro richieste d'aiuto, risponde ricordando loro vari proverbi pertinenti alla vicenda.

### Il compagno Pinocchio
Nella versione russa della storia, narrata da Tolstoj, Il Campo dei Miracoli segue la storia del libro, con qualche discrepanza: l'Osteria del Gambero Rosso viene chiamata " I tre ghiozzi" e la crescita dell'albero consiste in un rito, Alice e Basilio convincono un carabiniere che Buratino è un criminale, il protagonista viene dunque arrestato, mentre i due si prendono le monete.

## Altri media
Negli adattamenti dell'opera di Collodi, la vicenda del Campo dei miracoli subisce diverse modifiche e accorciamenti, oltre all'influenza della versione Disney che lo taglia del tutto. Molti adattamenti eliminano completamente le città di Acchiappa-citrulli e Barbagianni; quando queste sono presenti, raramente viene mostrata la popolazione o la prigione. Il personaggio del Pappagallo viene spesso sostituito dal Grillo Parlante. L'aspetto visivo del Campo dei Miracoli può variare notevolmente, da un vero e proprio campo coltivato a un semplice spiazzo all'interno di un bosco.
- Nel primissimo adattamento del 1911, Gatto e Volpe inizialmente impiccano Pinocchio per vendicarsi di aver avvisato il padrone mentre rubavano le faine, ma il burattino è tratto in salvo dalla Fata che gli regala cinque zecchini d'oro. Gatto e Volpe convincono il burattino a seguirlo fino ad Acchiappa-citrulli per moltiplicare le monete d'oro al Campo dei Miracoli. Questa volta, Pinocchio li ritrova in città dopo il furto in un'osteria e parte una zuffa. I tre sono quindi portati in tribunale, dove è Pinocchio a finire in cella.
- Nel film del 1947 Le avventure di Pinocchio di Giannetto Guardone, la storia del Campo dei Miracoli procede come nel libro, con l'unica assenza del Pappagallo. Stranamente, nella prigione di Acchiappa-citrulli, i compagni di cella di Pinocchio sono degli uomini umani.[9]
- Nel film animato italiano del 1971 Un burattino di nome Pinocchio di Giuliano Cenci, la storia segue fedelmente il romanzo, con l'unico taglio della popolazione di animali di Acchiappa-citrulli. Nelle illustrazioni di transizione, non è però vista la scena con il Giudice-gorilla.
- Nell'anime del 1972 Le nuove avventure di Pinocchio, la vicenda è ripresa nell'episodio "L'albero dei sogni". Geppetto manda il nipote a comprare del pane, ma disobbedendo compra uno scoiattolo. Quando si pente dei suoi errori, la mamma gli restituisce allora la moneta (anche per ringraziarlo). Gatto, Volpe e Topino ingannano allora la marionetta, raccontandogli del Campo dei Miracoli. Pinocchio ignora gli avvertimenti della Fata della Quercia e del Grillo Parlante, sotterrando le monete. In questo unico quanto raro caso, l'albero cresce veramente, con stupore di tutti. Gli abitanti del paese si mettono a raccogliere i denari sull'albero, finché una avida vecchietta abbatte l'albero e le monete diventano magicamente comuni foglie.
- Nello sceneggiato TV del 1972 Le avventure di Pinocchio di Luigi Comencini, Il campo si trova in una radura di campagna e la città di Acchiappa-citrulli non è menzionata (sebbene rimanga il Giudice, interpretato da Vittorio De Sica) ed il Pappagallo è sostituito da un contadino. Come nel film di Guardone, la prigione è piena di uomini; quando Pinocchio, invidioso del suo compagno di cella che sta per uscire, dichiara di essere crudele, viene rilasciato.
- Nell'anime Pinocchio del 1976, la storia del Campo, come nel libro, è strutturata in più episodi. Il campo in questione si trova fuori dal bosco, e mentre Pinocchio va a prendere l'acqua per annaffiare le monete (che ha messo ciascuna in una sola buca), Gatto e Volpe gliele sottraggono. La vicenda del Giudice è poi ripresa nell'episodio "Il giudice che è una scimmia", con anche Gatto e Volpe presenti, ed il giorno dopo Pinocchio è tratto in salvo da Rocco.
- Nel film animato del 1987 I sogni di Pinocchio, un seguito della storia, il procione Scallawag e la scimmia Igor cercano di ingannare Pinocchio per rubargli la scatola musicale magica che l'Imperatore della Notte desidera, finché i due non si redimono.
- Nel film diretto da Diane Eskenazi del 1992, la vicenda del Campo dei miracoli è riproposta fedelmente (è anche una delle poche versioni a presentare gli animali poveri di Acchiappa-citrulli), mentre il Pappagallo è sostituito da tre corvi. La prigionia di Pinocchio non viene però inserita.
- Nel film del 1996 Le straordinarie avventure di Pinocchio, Lorenzini dona a Pinocchio cinque monete d'oro per aver fatto un figurone allo spettacolo. Il burattino capisce però che il burattinaio lo sta ingannando e scappa, dandogli a fuoco per sbaglio il teatro. Lorenzini, infuriato, manda Volpo e Felinetta a cercarlo. I due, non appena lo trovano, gli parlano dell'"albero dei miracoli", per derubarlo. Pepe dice al burattino che i miracoli non crescono sugli alberi, ma nel cuore, ma il protagonista non gli dà retta e si ritrova così truffato delle monete. Le monete non sono poi mai tirate in ballo nel seguito.
- Nel film del 2002 Pinocchio di Roberto Benigni, anche in questo caso la storia del campo è fedele ed è rappresentato come un normale campo. Il Grillo sostituisce il Pappagallo.
- In Pinocchio - Il grande musical del 2003, Pinocchio incontra il Gatto e la Volpe a un chiosco, viene ingannato ed è invitato da loro a recarsi al campo a mezzanotte per svolgere l'affare. Pinocchio passa tutto il giorno a sognare ad occhi aperti, finché quella notte è aggredito e in seguito impiccato dai due malandrini. La seconda parte della truffa non è poi messa in atto; Pinocchio per il resto dello spettacolo continua ad avere le monete (anche se non vengono mai tirate in ballo nell'intero secondo atto). I brani dedicati al posto sono "Da così a così" e "La mia Notte dei Miracoli".
- Nel film animato del 2007 Bentornato Pinocchio, un seguito della storia, Gatto e Volpe si alleano con l'Omino di Burro per vendicarsi di Pinocchio e rapire Babbo Natale. Mentre Pinocchio esce da scuola, vede i due scagnozzi dell'omino, Robot e Arlecchino, rispettivamente travestiti da Babbo Natale e elfo, i quali lo informano che non sono in grado di fabbricare i regali per quell'anno e che hanno bisogno dei soldi della scuola per accontentare le richieste dei bambini. Pinocchio, durante la notte, esce di casa di nascosto e ruba i soldi della scuola. Robot e Arlecchino, una volta ricevuto il denaro, si svelano per quello che sono e l'inganno, scappando via con Gatto e Volpe sulla slitta di Babbo Natale. Per questa azione, Pinocchio torna ad essere una marionetta.
- Nella miniserie del 2009, la città di Acchiappa-citrulli è assente. La differenza più grande è che Gatto e Volpe non impiccano Pinocchio, dato che la Fata li immobilizza durante l'inseguimento. Il campo si trova nel bosco, e il Grillo prende le veci del Pappagallo.
- Nel film animato del 2012, la storia è riproposta fedelmente. La città di Acchiappa-citrulli è popolata da umani, mentre il Pappagallo è visto come l'animale domestico del suonatore di strada che Pinocchio si ferma ad ascoltare. Il campo invece sembra essere posto in una casa in rovina. Tuttavia, non è dato a sapere quanto Pinocchio passi in prigione.
- Nella miniserie tedesca del 2013, Gatto e Volpe si inventano la storia del Campo dopo aver visto Pinocchio rifiutarsi di aiutare un'anziana a tirare un carro, usando a loro vantaggio. Mentre lo inseguono, travestiti da fantasmi, vengono accecati dalla ninfa, che si trasforma in un fuoco fatuo. Il campo in questo caso è uno qualunque, ed è Coco a rimproverare il burattino.
- Nel film del 2019 Pinocchio di Matteo Garrone, il campo segue la versione del libro, con l'unica assenza del Pappagallo. Quando il Giudice (con lo stesso aspetto delle illustrazioni di Carlo Chiostri) condanna Pinocchio, il burattino riesce a salvarsi subito, dicendo di essere un ladro e guadagnandosi così la libertà.
- Nell'adattamento in stop motion del 2022 di Guillermo del Toro, Pinocchio, convinto di avere deluso Geppetto, chiede al Conte Volpe di poter lavorare per il suo circo, con la promessa di inviare i soldi a Geppetto. Volpe, mentendo al burattino, accetta la richiesta, ma tenendosi tutti i soldi per sé. Pinocchio scopre le menzogne di Volpe grazie a Spazzatura, e si libera dell'infido circense. Inizialmente, la vicenda del Campo dei Miracoli sarebbe dovuta essere più fedele al libro, con l'aggiunta anche di Gambero Rosso, e con Gatto e Volpe come due normali ladri umani.[10]
- In Pinocchio Musical, la storia del Campo è fedele, con l'unica eccezione che La Fata fa soccorrere Pinocchio dalla punizione del Giudice.
- Il manga Pinocchio, scritto da Osamu Tezuka, mischia il film Disney col libro originale. Qua, Gatto e Volpe aggrediscono Pinocchio travestiti subito dopo che è uscito dal teatro di Mangiafuoco; durante l'inseguimento, il burattino morde la punta della coda del Gatto, lasciando solo la Volpe ad appenderlo all'albero. Volpe si assenta un attimo per festeggiare a un'osteria, invitando altri malandrini ad assisterlo mentre si prende i denari. La Fata salva però Pinocchio, che incontra nuovamente Gatto e Volpe e li segue fino al Campo dei Miracoli. Accortosi del furto, li porta in tribunale, finendo però lui stesso in prigione. È anche presente nella scena un omaggio al cortometraggio Il sogno di Pluto.[11]
- In Pinocchio. Storia di un bambino, in questa storia inversa, i due nobili burattini mentono a Pinocchio, offrendogli una cena che non pagheranno e dopo, lo aggrediscono e impiccano travestiti nel bosco; non è esplicito se riescono a derubarlo. L'inganno delle monete è invece tirato in ballo da Madame Turchina, che tiene i soldi nel suo borsello con la promessa di renderli a mille. [12]
- In Pinocchio, il colore della notte, che vede la storia dal punto di vista della Fata, Il Campo dei Miracoli appare e non ha nessuna differenza dal libro. [13]
- In Lies of P, appena fuori dall'Hotel Krat, si trova un albero simile a un salice che produce zecchini d'oro come frutti. Questo albero è custodito da Giangio, un alchimista che funge da mercante e accetta solo questa moneta speciale come pagamento. Gli zecchini d'oro sono utilizzati per ottenere cubi speciali, utili soprattutto nei combattimenti con i boss.
- In varie serie animate e televisive sulle fiabe, compare spesso Il Campo dei Miracoli, come sempre, sprovvisto del paese di Acchiappa-citrulli.
  - Le più belle favole del mondo: la vicenda di Gatto e Volpe è presente nella seconda parte della storia, con l'assenza anche dell'Osteria del Gambero Rosso. Il campo si trova fuori dal bosco, e mentre Pinocchio è a prendere l'acqua, Gatto e Volpe rubano le monete, e Pinocchio è rimproverato dal suo uccellino domestico. Fortunatamente, la Fata restituisce i denari al burattino.
  - Nel regno delle fiabe: Geppetto manda Pinocchio a comparare l'abbecedario per la scuola, ma Pinocchio va invece al teatro di marionette del burattinaio zingaro e spende una moneta per il biglietto. I due complici dello zingaro (controparti umane del Gatto e la Volpe) ingannano poi Pinocchio parlandogli del campo dei miracoli per moltiplicare le monete avanzate. Ce lo portando durante la notte e lo derubano, portando le monete al loro campo.
  - Le fiabe più belle: i soldi che Gatto e Volpe ruberanno a Pinocchio sono gli avanzi del costo del biglietto del teatrino di marionette ( Mangiafuoco è assente nell'episodio). Il Campo si trova nel cuore del bosco; inizialmente scettico, Pinocchio sotterra le monete, dopo che Gatto e Volpe lo lasciano solo. Mentre pensa a Geppetto, i due, travestiti da assassini, lo appendono su un albero, prendendo i soldi.
  - Colorado - 'Sto classico: Gatto e Volpe convincono Pinocchio a seguirlo fino al "Conto Campo dei Miracoli" attratti dalle sue monete. Lo aggrediscono, con il solo travestimento di maschere di carnevale, e non appena lo impiccano, scappano spaventati, vedendo la Fata apparire con una maschera di bellezza. Arrivati alla banca, Gatto e Volpe sono insultati dalle loro vecchie vittime, ma i due convincono che è solo un trucco per non pagare le tasse. Dopo aver depositato i soldi, Pinocchio capisce che è stato ingannato dai due tramite un Pappagallo loro vittima, e dopo una serie di incomprensioni e giochi di parole, viene arrestato.
  - Simsalagrimm: Gatto e Volpe decidono di rubare a Pinocchio le uniche monete di Geppetto, che il vecchio aveva prestato al figlio per comprare i libri di scuola. Mentre Doc Croc capisce subito che i due vogliono ingannarli, anche Yoyo casca nell'inganno e seppellisce il suo cappello con la speranza di averne uno nuovo. Mentre Pinocchio dorme, aspettando la crescita delle sue monete (seppellite in un normale campo), Gatto e Volpe sopraggiungono, rubandogliele. La mattina dopo, il protagonista scopre chi lo ha derubato, vedendo gli occhiali di Gatto nella buca e corre a cercarli, non trovandoli. Yoyo, si riprende invece il cappello.

### Versione russa
Il Campo dei Miracoli compare, senza drastiche differenze, nei tre adattamenti della storia: Pinocchio - La chiavetta d'oro del 1939, nel film animato del 1959 Le avventure di Pinocchio e Priključenija Buratino del 1975.
Nel film estone del 2009 Buratino, una rivisitazione moderna della storia, Il Campo dei Miracoli viene rivisitato in un contesto urbano contemporaneo, che riflette le problematiche e le contraddizioni della realtà odierna.

### Musica
Nella canzone di Edoardo Bennato " Il gatto e la volpe" contenuta nell'album Burattino senza fili, ci sono dei riferimenti indiretti al Campo dei Miracoli, in cui un luogo fisico è sostituito dall'illusione e dalla falsità dell'industria musicale. 
" Da così a così" e " La mia notte dei miracoli" sono due canzoni dei Pooh contenute nell'album Pinocchio del 2002 e riproposte l'anno successivo nell'omonimo musical.

## Usi metaforici
L'immagine del campo dei miracoli e l'episodio del romanzo che vi è ambientato ricorrono frequentemente nella trattatistica economica o nella satira di costume come metafora di politiche e pratiche volte a diffondere l'idea di facili arricchimenti. Il Campo dei Miracoli fa inoltre sicuramente riferimento al proverbio " i soldi non crescono sugli alberi".

## Ricostruzione
All'interno del Parco di Pinocchio a Collodi, c'è una statua dell'albero degli zecchini d'oro (ovviamente quello che si vede nel sogno di Pinocchio all'osteria del Gambero Rosso).

## Piazza dei miracoli
Questo luogo fittizio viene spesso confuso con l'espressione poetica "piazza dei miracoli" utilizzata dalla metà del XX secolo per descrivere la piazza del Duomo di Pisa. La famosa piazza infatti venne chiamata prato dei miracoli da Gabriele D'Annunzio nel suo romanzo Forse che sì, forse che no del 1910, da cui l'espressione. Ma essendo numerosa la presenza di piazze famose in Italia chiamate per l'appunto "campo" ed essendo molto diffuso e noto nel mondo il racconto di Pinocchio, moltissime persone italiane e straniere tendono a confondere le due cose. Il complesso monumentale della Piazza del Duomo riflette la potenza di Pisa, una Repubblica marinara che nel XII secolo era il più importante porto del Tirreno e controllava i commerci mediterranei fino alla lontana Siria.
Comprende il Duomo, il suo famoso Campanile pendente, il Battistero e il Campo Santo.